# 왕빛나
왕빛나(1981년 4월 15일 ~ )는 대한민국의 배우다.

## 학력
- 서울가원초등학교 (졸업)
- 가원중학교 (졸업)
- 이매고등학교 (졸업)
- 중앙대학교 (연극영화학 / 학사)

## 연기 활동

### 드라마
- 2001년 KBS1 TV소설 《새엄마》 ... 송은주 역
- 2003년 MBC 수목드라마 《눈사람》 ... 이수진 역
- 2003년 KBS2 월화드라마 《그녀는 짱》 ... 미나 역
- 2004년 SBS 주말극장 《작은 아씨들》 ... 서민경 역
- 2005년 SBS 금요드라마 《사랑공감》 ... 나리 역
- 2005년 SBS 주말극장 《하늘이시여》 ... 강예리 역
- 2006년 SBS 금요드라마 《내 사랑 못난이》 ... 정승혜 역
- 2006년 KBS 수목드라마 《황진이》 ... 부용 역
- 2007년 MBC 수목드라마 《메리대구 공방전》 ... 이소란 역
- 2007년 SBS 금요드라마 《날아오르다》 ... 이진희 역
- 2008년 MBC 일일연속극 《춘자네 경사났네》 ... 이주리 역
- 2010년 MBC 수목드라마 《아직도 결혼하고 싶은 여자》 ... 김부기 역
- 2010년 MBC 대하드라마 《김수로》 ... 아로공주 역
- 2011년 MBC 일일연속극 《남자를 믿었네》 ... 오경주 역
- 2011년 MBC 토요드라마 《심야병원》 ... 한재희 역 (특별출연)
- 2012년 MBN 주말 특별기획 《사랑도 돈이 되나요》 ... 홍미미 역
- 2012년 SBS 일일드라마 《그래도 당신》 ... 강채린 역
- 2012년 MBC 주말연속극 《아들녀석들》 ... 세라 역 (특별출연)
- 2012년 KBS 월화드라마 《울랄라 부부》 ... 진숙 역 (특별출연)
- 2013년 SBS 일일드라마 《못난이 주의보》... 담임 선생님 역 (특별출연)
- 2013년 SBS 아침연속극 《두 여자의 방》 ... 은희수 역
- 2014년 TV조선 아내 본능탐구 드라마 《아내스캔들 - 바람이 분다》
- 2014년 MBC 수목드라마 《앙큼한 돌싱녀》 ... 차관 딸 역 (특별출연)
- 2014년 KBS2 월화드라마 《힐러》 ... 오선정 역
- 2016년 KBS2 주말드라마 《아이가 다섯》 ... 강소영 역
- 2016년 KBS2 월화드라마 《우리집에 사는 남자》 ... 유시은 역
- 2016년 KBS2 일일드라마 《다시, 첫사랑》 ... 백민희 역
- 2018년 KBS2 일일드라마 《인형의 집》 ... 은경혜(홍세연) 역
- 2019년 MBC 주말 특별기획 《슬플 때 사랑한다》 ... 주해라 역
- 2019년 MBC 주말 특별기획 《황금정원》 ... 토크쇼 진행자 역 (1회 특별출연)
- 2020년 TV조선 주말드라마 《바람과 구름과 비》 ... 반달 역 (특별출연)
- 2021년 JTBC 월화드라마 《선배 그 립스틱 바르지 마요》 ... 채지승 역
- 2021년 KBS2 월화드라마 《달이 뜨는 강》 ... 진비 역
- 2021년 KBS2 주말드라마 《신사와 아가씨》 ... 장국희 역 (특별출연)
- 2022년 JTBC 드라마페스타 《불행을 사는 여자》 ... 차선주 역
- 2022년 KBS2 주말드라마 《삼남매가 용감하게》 ... 장현정 역
- 2023년 MBC 주말 드라마 《꼭두의 계절》 ... 한계절의 엄마 역 (특별출연)
- 2025년 MBC 주말 드라마 《바니와 오빠들》 ... 임경화 역

### 영화
- 2002년 : 《2424》 ... 홍보걸 1 역
- 2003년 : 《런 투유》 ... 정아 역
- 2003년 : 《낭만자객》 ... 풍 역
- 2005년 : 《첼로 - 홍미주 일가 살인사건》 ... 경란 역
- 2015년 : 《사랑에도 저작권이 있나요?》 ... 소연 역

## 그 외 활동

### 공연
- 2011년: 《박신양 콘서트 - 서울》(2011.12.31.)

### 진행
- 2010년: 온스타일 《데이트 쇼퍼》(2010.4.25 ~ 2010.6.13)
- 2010년: HCN 《노브레스 노마드》(2010.5.5 ~ 2011.11.3)
- 2015년: SBS PLUS 《날씬한 도시락 2》 (2015.11.14 ~ 2016.01.02)
- 2024년: 채널A 《위기의 주부들》

### 광고
- 2004년 해태제과 연양갱
- 2006년 올림푸스 "뮤" 700 / 810
- 2006년 농심 녹두국수 "봄비"
- 2006년 파우더 전문 브랜드 "로트리"
- 2013년 핑크머니 핑크송 (주부 편)
- 2019년 페이스타 듀얼라이트 쿠션 파운데이션
- 2019년 [Black&White] 2019 S/S COLLECTION "감성편"
- 2019년 [Black&White] 블랙앤화이트 "품위편" / "기다림편" / "배려편"
- 2021년 포슐라(fossula) 하이드라퍼스트 퍼밍크림

## 수상 및 후보
| 연도 | 시상식                         | 부문                            | 작품             | 결과 |
| ---- | ------------------------------ | ------------------------------- | ---------------- | ---- |
| 2006 | KBS 연기대상                   | 여자 조연상                     | 황진이           | 수상 |
| 2007 | SBS 연기대상                   | 뉴스타상                        | 날아오르다       | 수상 |
| 2012 | SBS 연기대상                   | 주말/연속극부문 여자 특별연기상 | 그래도 당신      | 후보 |
| 2013 | SBS 연기대상                   | 장편드라마부문 여자 우수연기상  | 두 여자의 방     | 수상 |
| 2018 | 제11회 코리아 드라마 어워즈    | 여자 최우수연기상               | 인형의 집        | 수상 |
| 2018 | 제6회 아시아태평양 스타 어워즈 | 장편드라마부문 여자 우수연기상  | 인형의 집        | 후보 |
| 2018 | KBS 연기대상                   | 일일극부문 여자 우수상          | 인형의 집        | 후보 |
| 2019 | MBC 연기대상                   | 일일/주말 드라마 부문 조연상    | 슬플 때 사랑한다 | 후보 |